# Brévenne
Die Brévenne ist ein Fluss in Frankreich, der in der Region Auvergne-Rhône-Alpes verläuft. Sie entspringt im Gemeindegebiet von Maringes, entwässert generell in nordöstlicher Richtung durch die historische Provinz Lyonnais und mündet nach rund 39 Kilometern bei Lozanne als linker Nebenfluss in den Azergues.
Auf ihrem Weg durchquert die Brévenne die Départements Loire und Rhône.

## Orte am Fluss
- Viricelles
- Sainte-Foy-l’Argentière
- Brussieu
- Sain-Bel
- L’Arbresle